# Herbert Fagerström
Herbert Fagerström, född 21 oktober 1892 i Jönköping, Jönköpings län, död 31 januari 1967 i Lidköpings församling, Skaraborgs län, var en svensk häradshövding. Han var adoptivfar till Olof Fagerström.

## Biografi
Fagerström blev juris kandidat vid Stockholms högskola 1917, vice häradshövding 1924, vattenrättssekreterare 1930, var häradshövding i Luleå domsaga 1935–1947 och i Folkungabygdens domsaga 1947–1958. Han var krigsdomare i Boden 1944–1947, ordförande i poliskollegiet i Östergötlands län 1947–1958 och i utskrivningsnämnden vid Birgittas sjukhus i Vadstena 1953–1958.